# Federació Internacional de Motociclisme
La Federació Internacional de Motociclisme, abreujat FIM (oficialment en francès: Fédération Internationale de Motocyclisme), és l'òrgan rector de l'esport del motociclisme. Representa 98 federacions estatals de motociclisme que es divideixen en sis unions regionals continentals.
La FIM cobreix cinc disciplines de motociclisme esportiu, abastant 34 campionats del món i tornejos: motociclisme de velocitat, motocròs, trial, enduro i motociclisme en pista (Speedway, Grasstrack i derivats). La FIM participa també en moltes activitats no competitives de promoció de l'esport i la seva seguretat, així com suport a polítiques públiques rellevants.

## Història

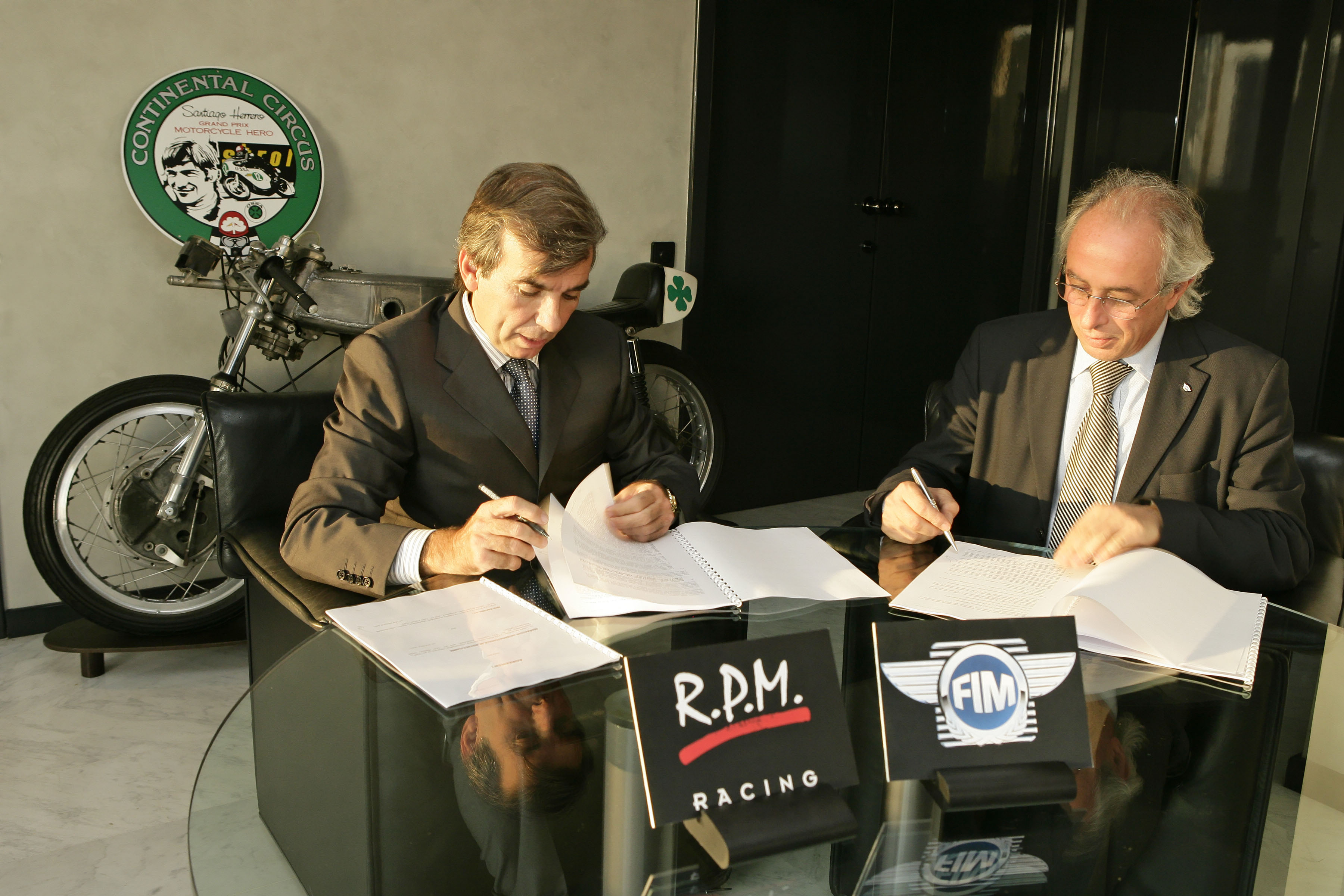
A la dreta: Vito Ippolito (president de la FIM) el 2008, amb Jaume Alguersuari a la seu d'Alesport

La FIM va néixer de la Fédération Internationale des Clubs Motocyclistes, FICM, que havia estat fundada a París el 21 de desembre de 1904. Entre els seus membres fundadors hi havia la federació britànica de motociclisme, l'Auto-Cycle Union (ACU). El 1906 la FICM va ser dissolta, però el 1912 va ressorgir, aquest cop amb seu a Anglaterra. La primera competició internacional organitzada per la nova entitat foren els Six Days Reliabilty Trial (coneguts com a ISDT, International Six Days Trial), celebrats el 1913.
El 1949 la FICM va canviar de nom, passant a dir-se Fédération Internationale Motocycliste (FIM). Aquell mateix any va organitzar la primera cursa del Road Racing World Championship Grand Prix, Campionat del Món de Motociclisme de velocitat. El 1959 la seu es va traslladar a Ginebra.
El 1994 la seu es va tornar a traslladar, aquesta vegada a Mies (Suïssa) ocupant per primer cop un edifici independent, construït en forma d'estilitzada motocicleta.
El nom de l'entitat es va tornar a canviar novament el 1998 durant el congrés celebrat a Ciutat del Cap, passant a anomenar-se Fédération Internationale de Motocyclisme, el nom actual. Aquell mateix any, la FIM va obtenir el reconeixement del Comitè Olímpic Internacional amb caràcter provisional, adquirint l'estatus total l'any 2000, als Jocs Olímpics de Sydney.
El 2004 es va escaure el seu centenari i se'n van celebrar actes commemoratius el mes d'octubre, al Congrés de París.